# CJ Group
Die CJ-Gruppe ist ein südkoreanisches Firmenkonglomerat (Jaebeol) mit dem Hauptsitz in Seoul. Wie andere Jaebeols in Südkorea ist die CJ-Gruppe in verschiedenen Geschäftsfeldern tätig. Dazu zählen unter anderem Lebensmittelherstellung und -vertrieb; Pharma und Biotechnologie; Homeshopping und Logistik; Medien und Unterhaltung. Die CJ-Gruppe geht aus Cheil Jedang hervor, ein Unternehmen der Samsung-Gruppe, das von Lee Byung-chull gegründet wurde. Cheil Jedang (Hangul: 제일 제당) heißt wörtlich „Bester Zucker“ und war der erste industrielle Zuckerhersteller in Südkorea. Nach dem Tod von Lee Byung-chull wurde Cheil Jedang von seinem ältesten Sohn Lee Maeng-hee geführt. Später wurde das Unternehmen von der Samsung-Gruppe ausgegliedert und wurde eigenständig. Der Jahresumsatz der CJ-Gruppe lag 2013 bei 18,8 Bio. Won. Zu der Gruppe gehören fünf Geschäftsbereiche: Lebensmittel und Gastronomie (32 % Umsatzanteil); Homeshopping und Logistik (30 %); Entertainment & Media (19 %); Bio und Pharma (18 %) und Infrastruktur (1 %).

## Geschichte
CJ wurde als Cheil Jedang Co., Ltd im August 1953 direkt nach dem Koreakrieg gegründet. Cheil Jedang gehörte zu dem ersten produzierenden Unternehmen der Samsung-Gruppe. Lee Byung-chull, der Gründer von Samsung, fing als Lebensmittelhändler an. Cheil Jedang produzierte als erstes Unternehmen in Südkorea Zucker im industriellen Maßstab. 1964 folgte die Produktion von reinem Natriumglutamat (ein Geschmacksverstärker), das den Handelsnamen Mipung trug.
Cheil Jedang baute weitere Lebensmittelfabriken und Lebensmittelforschungseinrichtungen. Das Unternehmen stieg außerdem in Herstellung von Tiernahrungsmittel, Fertiggerichten und Lebensmittelzusätze ein. Ein in Südkorea sehr bekanntes Markenprodukt ist Dasida (vergleichbar mit Maggi Fix hierzulande).
Das Unternehmen weitete ihre Tätigkeit auf die Herstellung von Aminosäuren und pharmazeutischen Produkten (z. B. Hepaxin-B, ein Hepatitisimpfstoff) aus. In den späten 1980er-Jahren begann das Unternehmen, Produktionsstätten im Ausland (Indonesien) zu errichten.
1991 gehörte Cheil Jedang zu dem ersten Lebensmittelhersteller in Südkorea, der die Billion-Won-Umsatzmarke durchbrach. 1994 stieg das Unternehmen ins Filmgeschäft ein, indem das Unternehmen bei DreamWorks SKG einstieg und das Vertriebsrecht für die Dreamworks-Produktionen in Asien (außer Japan) sicherte. Das Unternehmen stieg außerdem in die Kosmetikproduktion und ins Schnellrestaurantgeschäft ein. 1997 wurde Cheil Jedang von der Samsung-Gruppe vollständig unabhängig.
Es folgten diverse Umstrukturierungen in der CJ-Gruppe. So wurden die Unterhaltungssparte (CJ Entertainment), Restaurantketten (CJ Foodville) und die Kosmetiksparte (CJ Enprani) ausgegliedert. Zudem folgte die Internationalisierung vor allem auf dem asiatischen Markt. Im Oktober 2002 wurde CheilJedang Co., Ltd. in CJ Co., Ltd. umbenannt.
Die CJ-Gruppe baut ihre Geschäfte national und international weiter aus. 2013 erreichte die Gruppe einen Umsatz von über 18 Billionen Won.
Die Fastfood-Kette McDonald’s will ihre Filialen in Südkorea loswerden. Die CJ-Gruppe gehört neben einigen Finanzinvestoren und der heimischen KG-Gruppe zu den Mitbietern.

## Tochtergesellschaften

### Lebensmittel und Gastronomie
- CJ CheilJedang
- CJ Foodville

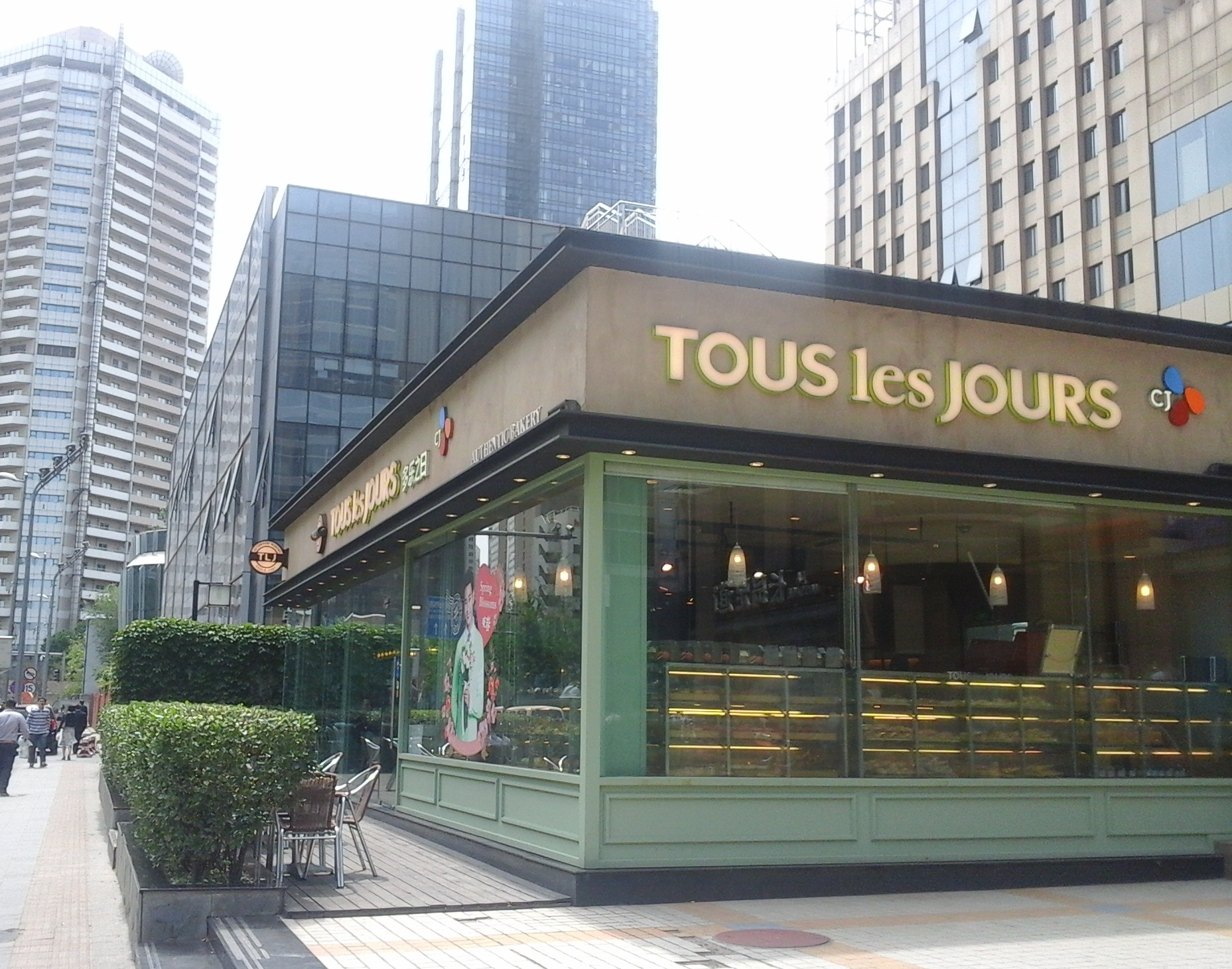
Eine Tous les Jours-Filiale in Peking

CJ Foodville ist seit 1994 im Gastronomie-Geschäft tätig. Zu dem Unternehmen gehören Restaurantketten mit unterschiedlichen internationalen Spezialitäten: VIPS (Steak-Restaurant), Tous le Jours (Bäckerei, Kaffee), bibigo(koreanische Spezialitäten), A Twosome Place (Premium Dessert, Kaffee), Twosome (Kaffee), China Factory (chinesische Spezialitäten), CHEILJEMYUNSO (koreanische Nudelgerichte), The Steak House (Premium-Steakhaus), Burger VIPS (handgemachte Hamburger).
- CJ Freshway

CJ Freshway ist nach eigenen Angaben Südkoreas führendes Unternehmen in Lebensmitteldistribution und Catering.

### Bio und Pharma
- CJ CheilJedang Bio

CJ Cheiljedang Bio stellt biotechnische Produkte vor allem MSG, Nukleoside und Aminosäure (Lysin, Threonin und Triptophan) her. Sie dienen als Lebensmittel- und Tiernahrungsmittelzusatz. Im Bereich der Nukleoside ist das Unternehmen weltweiter Marktführer.
- CJ CheilJedang Feed

CJ CheilJedang Feed betreibt mehr als 1000 Viehfarmen und 19 Futterproduktionsfabriken in mehr als fünf Ländern. Das Unternehmen unterhält außerdem mehrere F&E-zentren mit angeschlossenen Viehfarmen.

### Entertainment & Media
- CJ ENM

CJ ENM (Entertainment and Merchandising) entstand 2018 durch den Zusammenschluss von CJ E&M (Entertainment & Media) und CJ O Shopping. Es ist laut der eigenen Unternehmensangabe Asiens führendes Unternehmen im Bereich „Content und Marketing“. Das Unternehmen unterteilt sich in die zwei Hauptsparten E&M sowie Shopping. E&M wiederum untergliedert sich in: Medien, Film, Musik, Festival, Live-Auftritte und Animation. Zu der Medien-Division gehören 16 TV-Sender (z. B. der Musiksender Mnet, der Kabelsender tVN und der größte südkoreanische Filmsender OCN). Die Film-Division vertreibt DreamWorks-Produktionen in Asien (außer Japan), produziert, finanziert und vertreibt eigene Filme. Eine der erfolgreichsten Produktionen von CJ E&M war der Film Roaring Currents. Außerdem erhielt das Studio 2020 den Oscar für Parasite. Die Musik-Division produziert, investiert und vermarktet Musiktitel von etlichen K-Pop-Künstlern. Die Live Unterhaltungs-Division begann 2003 mit der Aufführung des weltbekannten Musicals Cats. Sie produziert auch eigene Musicals und führt sie in Südkorea sowie im Ausland (China und Japan) auf. Das Musical Bodyguard wurde beispielsweise von CJ E&M co-produziert. CJ O Shopping ist das erste südkoreanische Teleshopping-Unternehmen. Das Unternehmen ist bereits in China, Indien, Japan, Vietnam, Thailand, Türkei und Philippinen tätig.
- CJ CGV

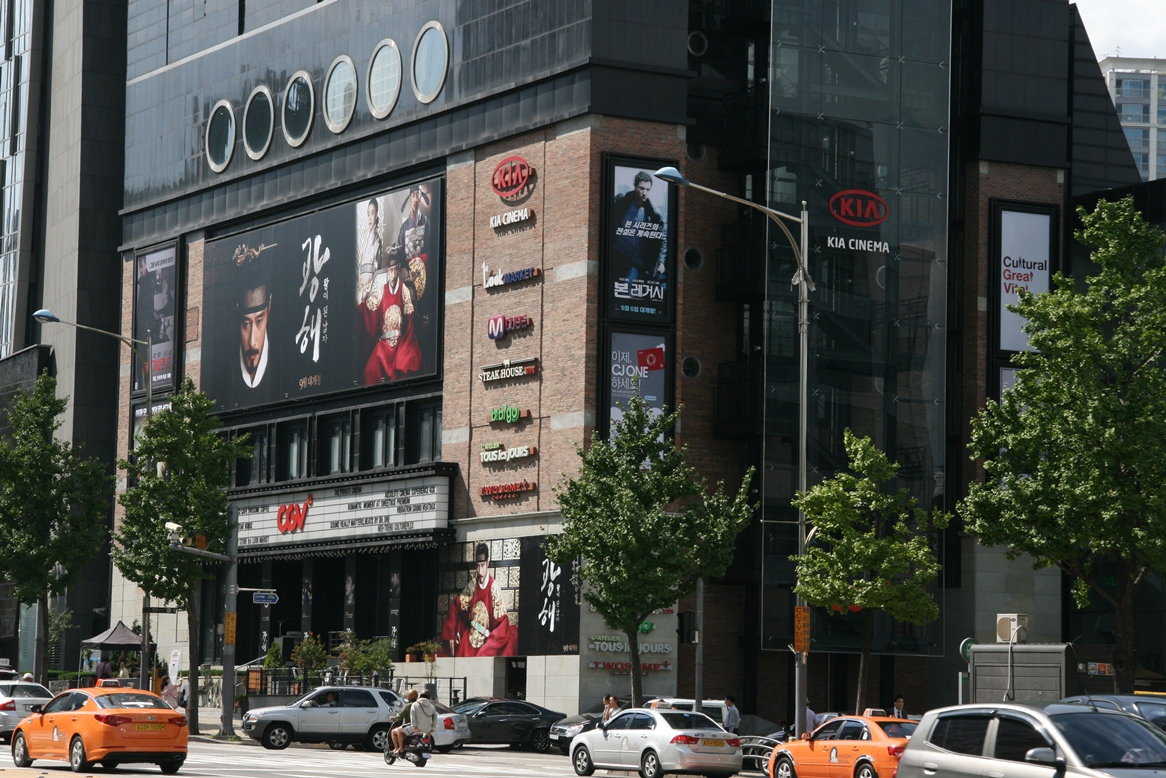
Ein CJ CGV-Multiplexkino in Seoul

CJ CGV ist ursprünglich aus der Zusammenarbeit mit dem Hongkongs Filmproduzenten Golden Harvest und dem Australischen Village Roadshow hervorgegangen. Später sind die ausländischen Partner aus der Kooperation ausgestiegen. CJ CGV betreibt 249 Multiplexkinos mit insgesamt 1853 Leinwänden in Südkorea, USA, China, Vietnam, Indonesien und Myanmar. Anfang 2016 hat CJ CGV die türkische Mars-Gruppe mehrheitlich übernommen und will bis 2020 Kinos weltweit mit 10.000 Leinwänden betreiben. Der südkoreanische Kinobetreiber ist bereits Nr. 5 gemessen an der Anzahl der Kinosälen und will zum chinesischen Marktführer Wanda Group aufschließen. Der Kinomarkt in Südkorea gilt als gesättigt, daher versucht das Unternehmen nicht nur weitere Märkte im Ausland zu erschließen, sondern das hochpreisige Segment mit mehr Luxusausstattungen und -dienstleistungen (CGV Gold Class) oder mit aufwendigerer Technik (4DX, ScreenX) abzudecken. Seo Jung, CEO des Unternehmens, erklärte im Juni 2016 seine Absicht international weiter zu expandieren. Die Übernahme von der Mars-Gruppe sollte als Basis für die weitere Expansion im Mittleren Osten und Europa dienen.
- CJ HelloVision

CJ HelloVision ist ein Kabelfernsehbetreiber und Telekommunikationsunternehmen. Er vertreibt die Fernsehprogramme der Sender von CJ E&M über Kabel, Internet und Satellit. SK Telecom möchte das Unternehmen übernehmen, die Mitbewerber KT und LG Uplus haben jedoch bereits ihre Bedenken geäußert. Die Übernahme muss noch von mehreren Behörden abgesegnet werden. Der Übernahmeplan wurde jedoch von der Fair Trade Commission(FTC) im Juli 2016 gestoppt. Damit bleibt CJ HelloVision der größte Kabelfernsehebetreiber in Südkorea.
- CJ Powercast

CJ Powercast wurde 2003 gegründet. Das Unternehmen hat sich spezialisiert auf Dienste von digitalen Medien: VFX (Visueller Effekt), DI(Digital Intermediate), stereoskopische 3D Produktionen für Filme.

### Logistik
- CJ Korea Express

CJ Korea Express ist ein südkoreanisches Logistikunternehmen der Gruppe. Das in Seoul ansässige Unternehmen wurde bereits 1930 gegründet und hat 5300 Mitarbeiter. Der Jahresumsatz betrug 5,720 Mrd. US-Dollar (2015). Damit ist das Unternehmen das größte Logistikunternehmen in Südkorea. Das Unternehmen ist bereits in 22 Ländern mit 78 Standorten außerhalb von Südkorea vertreten. Das Unternehmen möchte international schnell wachsen und bis 2020 zu den Top 5 Logistikunternehmen weltweit aufsteigen. 2013 übernahm CJ Korea Express das chinesische Smart Cargo International Service mehrheitlich. 2015 folgte die Übernahme von Rokin Logistics in China. Der Versuch APL Logistics in Singapur zu übernehmen, scheiterte hingegen. Das Unternehmen ist auch an das niederländische Ceva Logistics (ehem. TNT Logistics) interessiert. Die Verhandlungen mit dem Eigentümer laufen.
- CJ OliveNetworks

CJ OliveNetworks ist ein Tochterunternehmen der Gruppe und geht aus dem Zusammenschluss der Tochterunternehmen CJ OliveYoung und CJ Networks hervor. Der Bereich OliveYoung umfasst Retailgeschäft Health & Beauty (nach eigenen Angaben Nr. 1 in Südkorea). In mehr als 600 Filialen sowie im Onlinegeschäft werden Parfüms, Kosmetika, Süßigkeiten, Reformkost und andere Produkte angeboten.
Zu den Aufgaben der Networks-Division gehören IT-Beratung und diverse IT-Services hauptsächlich an Tochterunternehmen der Gruppe.

### Infrastruktur
- CJ Korea Express Construction Group

CJ Korea Express Construction Group(Engineering & Construction) ist ein Tochterunternehmen der Gruppe. Es baut gehobene Wohnhäuser, kommerzielle Gebäudekomplexe, Ferien- und Unterhaltungsanlagen und beteiligt sich an Stadtentwicklungen.